# Rozaliivka, Bila Țerkva
Rozaliivka (în ucraineană Розаліївка) este localitatea de reședință a comunei Rozaliivka din raionul Bila Țerkva, regiunea Kiev, Ucraina.

## Demografie
Componența lingvistică a localității Rozaliivka
     Ucraineană (99,87%)
Conform recensământului din 2001, majoritatea populației localității Rozaliivka era vorbitoare de ucraineană (99,87%), existând în minoritate și vorbitori de alte limbi.